# 渡邉健雄
渡邉 健雄（わたなべ たけお、1959年12月14日 - ）は、日本の財務官僚。独立行政法人造幣局総務部長や、財務省北海道財務局長を経て、株式会社福邦銀行代表取締役頭取。

## 人物・経歴
新潟県出身。1982年東北大学文学部卒業、大蔵省入省。2007年財務省九州財務局理財部長。2009年財務省東海財務局理財部長。2010年財務省関東財務局管財第一部長。2011年財務省理財局管理課長。2013年独立行政法人造幣局総務部長。2014年財務省北海道財務局長。2015年株式会社福邦銀行顧問。2016年から株式会社福邦銀行代表取締役頭取を務め、2020年には株式会社福井銀行と包括提携を行ったが、一方合併はしないことを明らかにした。